# Atmósfera estelar

Foto tomada en Francia durante el eclipse solar de 1999

La atmósfera estelar es la región exterior del volumen de una estrella, situada por encima del núcleo estelar, la zona de radiación y la zona convectiva.

## Estructura
La atmósfera estelar se divide en varias regiones de distinto carácter:
- La fotosfera, que es la capa más baja y más fría de la atmósfera, es normalmente su única parte visible.[1] La luz que escapa de la superficie de la estrella proviene de esta región y pasa a través de las capas superiores. La fotosfera del Sol tiene una temperatura en el rango de los 5770 K a 5780 K.[2][3] Las manchas estelares, regiones frías de campo magnético interrumpido, se encuentran en la fotosfera.[3]
- Por encima de la fotosfera se encuentra la cromosfera. Esta parte de la atmósfera primero se enfría y luego comienza a calentarse hasta unas 10 veces la temperatura de la fotosfera.
- Por encima de la cromosfera se encuentra la región de transición, donde la temperatura aumenta rápidamente en una distancia de alrededor de 100 kilómetros.[4]
- La parte más externa de la atmósfera estelar es la corona, un tenue plasma que tiene una temperatura superior al millón de Kelvin.[5] Si bien todas las estrellas de la secuencia principal presentan regiones de transición y coronas, no todas las estrellas evolucionadas lo hacen. Parece que solo algunos gigantes, y muy pocos supergigantes, poseen coronas. Un problema no resuelto en la astrofísica estelar es cómo se puede calentar la corona a temperaturas tan altas. La respuesta está en los campos magnéticos, pero el mecanismo exacto sigue sin estar claro.[6]

Durante un eclipse solar total, la fotosfera del Sol se oscurece, revelando las otras capas de su atmósfera. Observada durante el eclipse, la cromosfera del Sol aparece (brevemente) como un delgado arco rosado, y su corona se ve como un halo con mechones. El mismo fenómeno en las binarias eclipsantes puede hacer visible la cromosfera de las estrellas gigantes.